# Шурупокрут

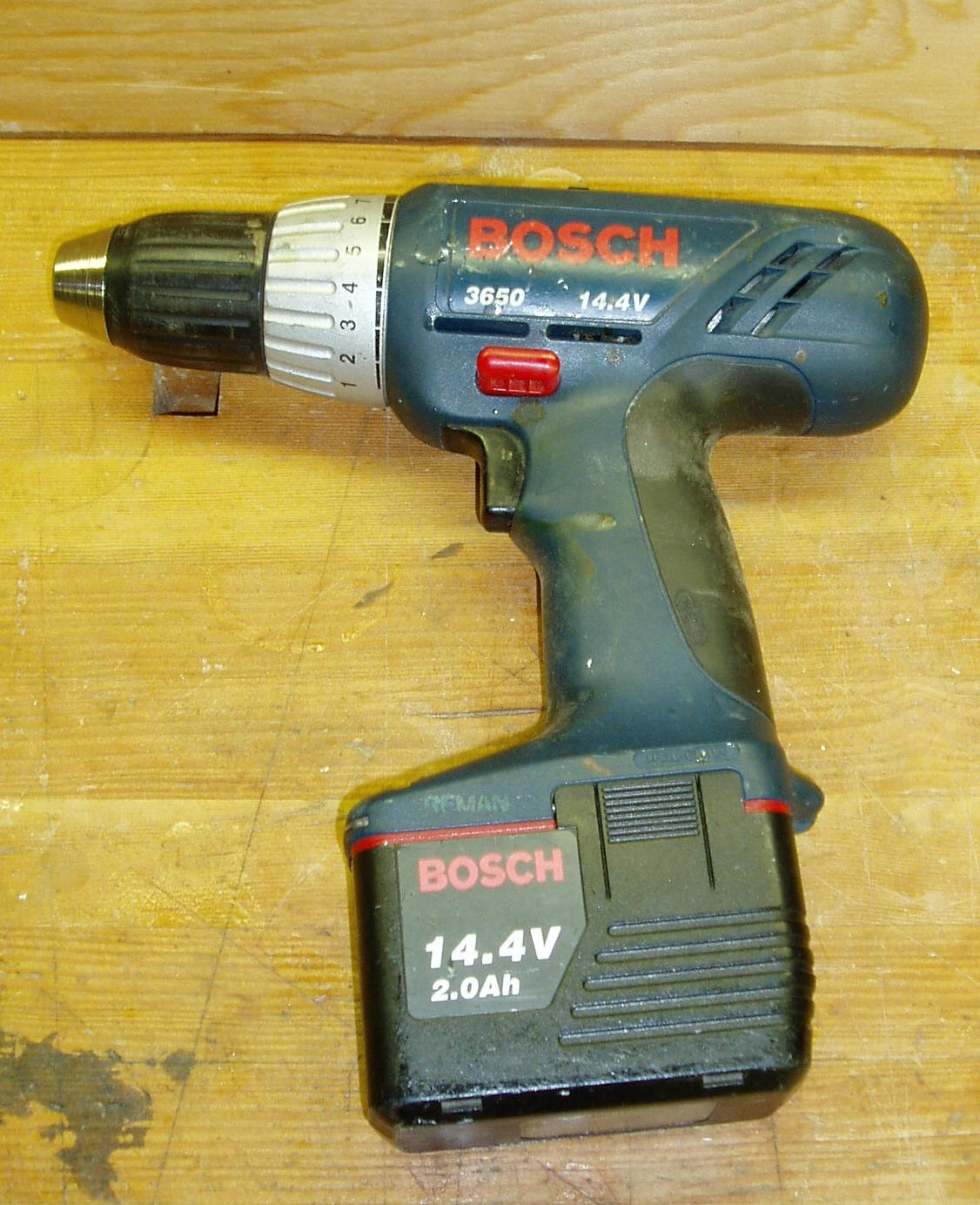
Акумуляторний шурупокрут

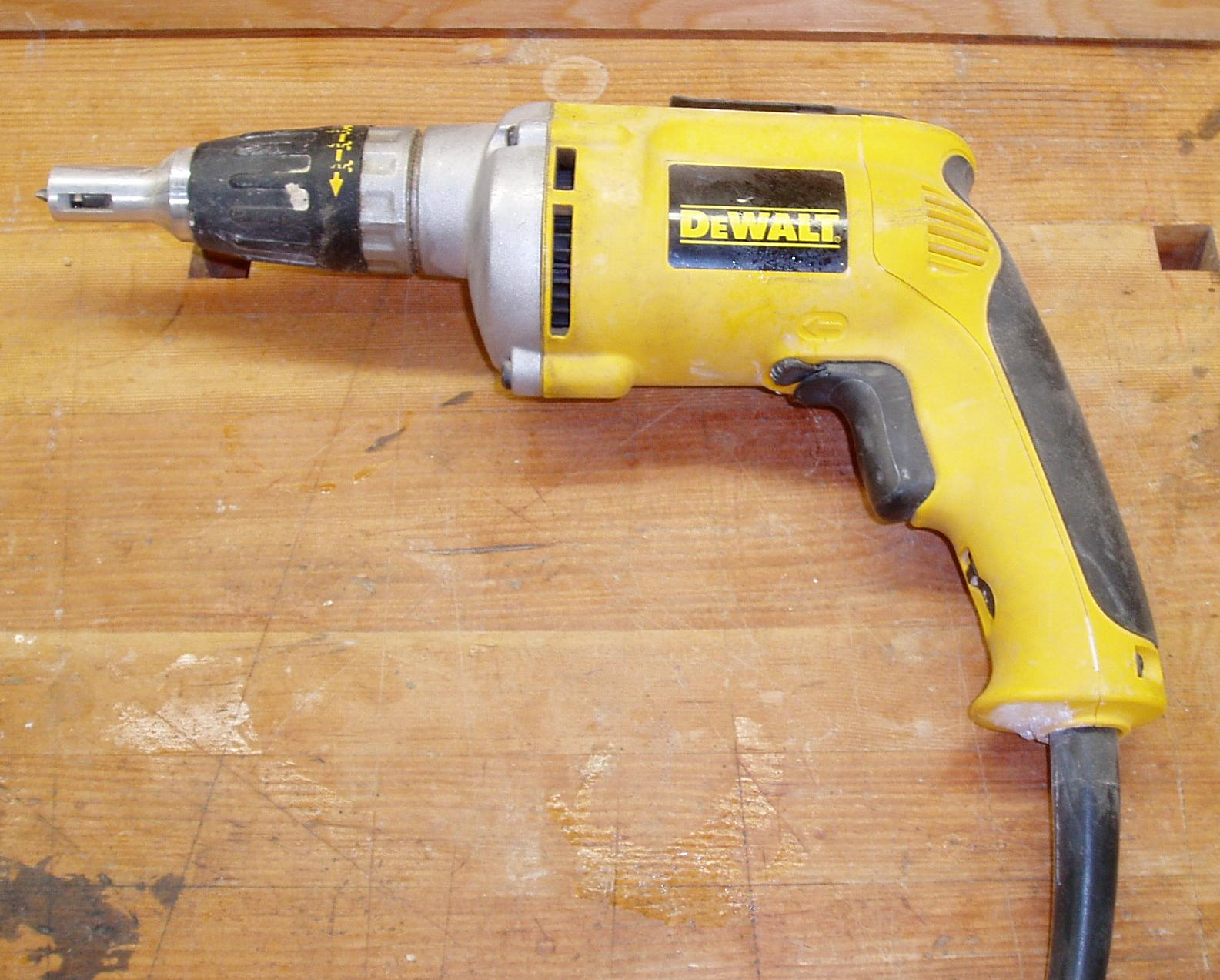
Мережевий шурупокрут

Шурупокрут — ручний електроінструмент з регульованим крутним моментом, який призначено для закручування і відкручування шурупів, саморізів, гвинтів, дюбелів та інших видів кріпильних виробів, а також свердління отворів. Шурупокрути звичайно живляться від акумуляторної батареї, рідше — від мережі змінного струму.
Шурупокрут складається з пістолетоподібного корпуса, електричного двигуна, редуктора, тріскачки, патрона або тримача, кнопки керування, перемикача реверсу. Корпус виготовляється з ударостійкої пластмаси.
Електричний двигун створює обертовий момент, який для зниження частоти обертання та підвищення крутильного моменту, передається на планетарний редуктор. Патрон або тримач забезпечує утримання магнітного бітотримача, у патрон також, можуть бути затиснуті свердла. Тріскачка забезпечує регулювання крутильного моменту — за його перевищення, відбувається зрив тріскачки та патрон з бітою зупиняється, що убезпечує біту та головку гвинта або шурупа від пошкодження. Перемикач реверсу дозволяє «в один дотик» змінити напрям обертання закручування-відкручування.
У шурупокрутах, зазвичай, застосовуються швидко-затискні патрони у пластмасовому корпусі, а внутрішній механізм патрона — сталевий.
В патроні закріплюється робочий накінечник — біта-викрутка (англ. screwdriver bit) — невеликий, зазвичай шестигранний стрижень, виготовлений з інструментальної сталі з робочим профілем на кінці. Робоча частина може бути також із двох сторін (комбіновані біти). Відповідно до типів шурупів, бувають біти із накінечниками: прямим, хрестоподібним, шестигранним, у вигляді зірочки, тригранним, U-подібним (в формі вилки) тощо.

## Типові параметри
- Число обертів на хвилину: близько 600
- Потужність: 500—600 Вт
- Діаметр свердла: 1–10 мм (тільки у разі комплектування патроном)
- Крутильний момент: до 20–25 Н*м.
- Режим роботи: короткотерміновий.

## Комплектація
В стандартну комплектацію шурупокрутів входить:
- акумулятор (1 або 2)
- зарядний пристрій
- інструкція з експлуатації
- кейс
- свердло
- шурупокрут